# Bahnhof Selzthal

Der Bahnhof Selzthal ist ein wichtiger Bahnknotenpunkt der Österreichischen Bundesbahnen in Selzthal in der Obersteiermark, der die durchgehende Rudolfsbahn mit der Pyhrnbahn und der Ennstalbahn verbindet.

## Personenverkehr

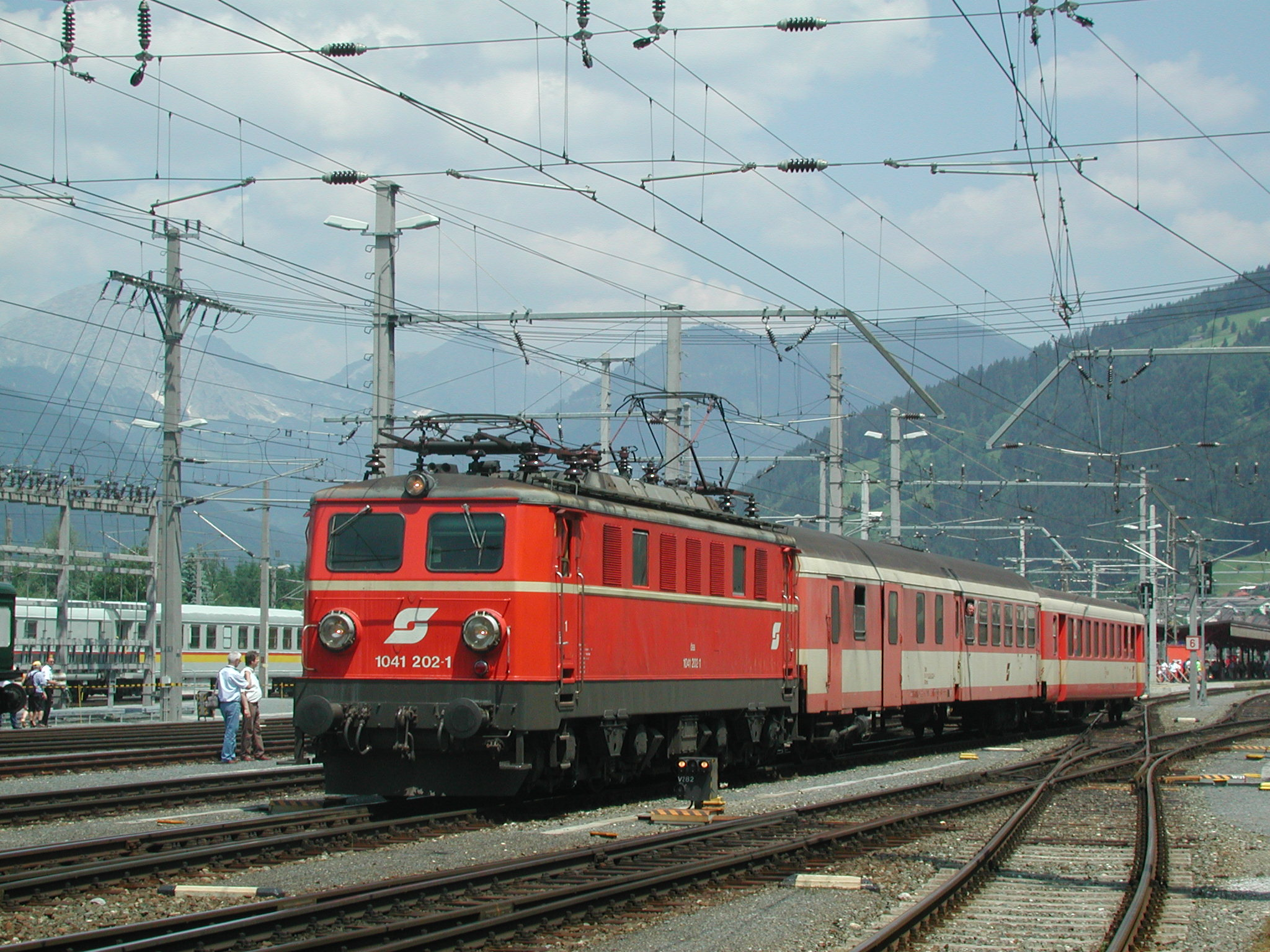
Personenzug im Bahnhof Selzthal (2003)

Über Selzthal verkehren Fernverkehrszüge zwischen Graz und Bischofshofen bzw. darüber hinaus. Selzthal ist weiters ein Regionalverkehrsknoten, über den Ballungsräume, wie der Raum Linz, der Raum Liezen und der Raum Leoben miteinander verbunden werden.
Aktuell werden mehrere Linien des nationalen und internationalen Fernverkehrs sowie des Regionalverkehrs über Selzthal geführt, womit sich insbesondere im Bereich Graz – Bischofshofen ein täglicher 2-Stunden-Takt ergibt.
Richtung Linz wurde der Personenverkehr in der Vergangenheit insbesondere im Fernverkehr kontinuierlich verdichtet. Damit ergibt sich – gemeinsam mit den Regionalzügen – ein annähernder Stundentakt (mit Lücken) nach Linz.
Der Personenverkehr Richtung Gesäuse ist auf ein Minimum beschränkt, wobei es auch hier in jüngster Vergangenheit zu einem leichten Ausbau der Verbindungen kam.
| Zuggattung                  | Strecke | Frequenz                         | Anmerkung |
| --------------------------- | --- | -------------------------------- | --- |
| EuroCity                    | Graz – Leoben – Selzthal – Bischofshofen – Zell am See – Innsbruck – Zürich                                                                        | ein Zugpaar täglich              | „Transalpin“ |
| EuroCity                    | Graz – Leoben – Selzthal – Bischofshofen – Salzburg – München – Ulm – Mannheim – Kaiserslautern – Saarbrücken                                      | ein Zugpaar täglich              | |
| EuroCity                    | Graz – Leoben – Selzthal – Bischofshofen – Salzburg – München – Ulm – Weinheim – Darmstadt – Frankfurt/Main                                        | ein Zugpaar täglich              | |
| ÖBB Nightjet                | Graz – Leoben – Selzthal – Bischofshofen – Zell am See – Innsbruck – Zürich                                                                        | ein Zugpaar täglich              | „Zürichsee“ |
| InterCity (Österreich)      | Graz – Leoben – Selzthal – Bischofshofen – Zell am See – Innsbruck                                                                                 | ein Zugpaar täglich              | |
| /D                          | Graz – Leoben – Selzthal – Bischofshofen – Salzburg                                                                                                | 5 Zugpaare täglich               | am Tagesrand Schnellzüge bis Schwarzach-St. Veit und Schladming                                                       |
| /D                          | Graz – Leoben – Selzthal – Kirchdorf/Krems – Linz                                                                                                  | 5 Zugpaare täglich               | ein Zugpaar wird als Schnellzug geführt                                                                               |
| D                           | Wien – Amstetten – Waidhofen/Ybbs – Kleinreifling – Hieflau – Admont – Selzthal – Schladming – Bischofshofen                                       | 1 Zugpaar wöchentlich            | aus Wien am Freitag, nach Wien am Sonntag                                                                             |
| D                           | Wien – Amstetten – Linz – Kirchdorf/Krems – Selzthal – Schladming – Bischofshofen                                                                  | 1 Zugpaar wöchentlich            | aus Wien am Freitag, nach Wien am Sonntag                                                                             |
| D                           | Wien – Amstetten – Linz – Kirchdorf/Krems – Selzthal – Schladming – Bischofshofen                                                                  | 1 Zugpaar wöchentlich            | samstags während der Ski- und Sommersaison                                                                            |
| cityjet express/R           | Wien Westbahnhof – Amstetten – Waidhofen/Ybbs – Kleinreifling – Hieflau – Admont – Selzthal                                                        | 2 Zugpaare täglich am Wochenende | verkehren ab/bis Amstetten als cityjet express                                                                        |
| Regional-Express#Österreich | Linz – Kirchdorf/Krems – Windischgarsten – Ardning – Selzthal (– Liezen)                                                                           | 2-Stundentakt                    | Durchbindung der Züge nach Liezen an Werktagen. Zudem einzelne Verstärkerzüge.                                        |
| Regional-Express#Österreich | Attnang-Puchheim – Gmunden – Bad Ischl – Bad Goisern – Hallstatt – Bad Aussee – Bad Mitterndorf – Stainach-Irdning – Selzthal – Admont (– Hieflau) | 2 Zugpaare täglich am Wochenende | Im Sommer bis Hieflau                                                                                                 |
| R                           | (Bischofshofen – Radstadt) – Schladming – Gröbming – Stainach-Irdning – Selzthal – Rottenmann – Trieben – St. Michael                              | 2-Stundentakt                    | Am Tagesrand Durchbindung nach Bischofshofen und Radstadt. Ersten beiden Züge als REX nach Graz durchgebunden (Mo–Sa) |
| R                           | Selzthal – Admont (– Hieflau) | 1 Zugpaar täglich am Wochenende  | Im Sommer bis Hieflau                                                                                                 |

### Zukunft des Personenverkehrs ab 2025

#### InterRegio-Verkehr
Mit der Inbetriebnahme der Koralmbahn und der damit verbundenen Neuorganisation des inneralpinen Fernverkehrs wird es zu einem alternierenden 2-Stunden-Takt zwischen Graz und Linz sowie zwischen Graz und Wörgl kommen. Ab Selzthal ergibt sich damit ein Stundentakt von und nach Graz. Diese Züge werden in der neuen Kategorie InterRegio geführt und die bisherigen IC- und Schnellzüge ersetzen und zusätzliche Halte auf der Ennstalbahn erhalten. Bei den internationalen EC-Zügen ist noch nicht geklärt, ob sie in Zukunft über Kärnten und die Koralmbahn geführt werden sollen.

#### Salzkammergutbahn
Zudem werden alle im Abschnitt Bad Aussee – Stainach-Irdning verkehrenden Züge der Salzkammergutbahn nach Selzthal verlängert, um dort Anschluss an Fernverkehrszüge auf der Strecke Linz–Graz zu erhalten. Damit wechselt der Knotenpunkt für das Salzkammergut von Stainach-Irdning nach Selzthal.

#### Regionalverkehr Bischofshofen – St. Michael
Der Takt der Regionalzüge in diesem Abschnitt soll erhöht werden, so dass ein Stundentakt (außer am Vormittag) zwischen St. Michael und Schladming sowie eine Durchbindung der Regionalzüge von Schladming nach Bischofshofen entstehen.

#### Gesäusebahn
Es gibt immer wieder Überlegungen und Diskussionen, den Verkehr im Gesäuse auszubauen. Insbesondere Vertreter des Tourismus und des Gymnasiums Admont fordern eine bessere Anbindung.

## Güterverkehr
Da in Selzthal Bahnstrecken aus vier Richtungen aufeinandertreffen, gibt es auch viel Güterverkehr. Die meisten Güterzüge halten nur auf Grund eines Lokführerwechsels oder einer Kontrolle. Einige werden geteilt oder neu eingereiht. Wie in vielen anderen großen Bahnhöfen in Österreich ist auch in Selzthal der Verschub in den letzten Jahren zurückgegangen. Für den Verschub ist seit der Indienststellung der Loks eine ÖBB 2070 zuständig.

## Geschichte

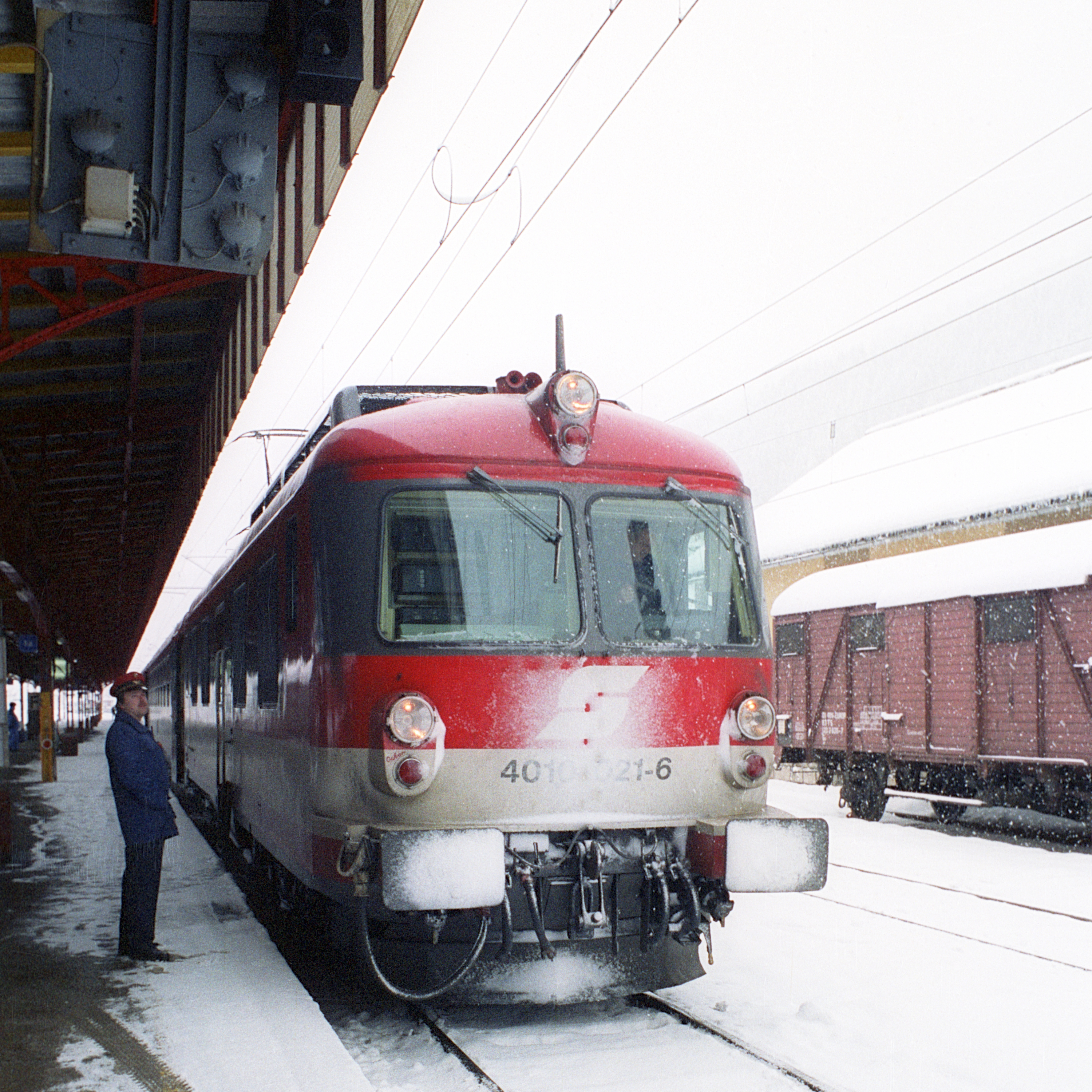
Bis zu ihrer Ausmusterung 2008 bedienten die Triebwagen der Reihe 4010 den Taktverkehr von Graz über Selzthal nach Salzburg und Innsbruck.

Als die Rudolfsbahn 1872 von Weyer bis Selzthal verlängert wurde, entstand der Bahnhof Selzthal. Damit entstand auch um den Bahnhof herum eine Ortschaft, die den Bahnarbeitern als Wohnort diente. Als 1906 die Pyhrnbahn fertiggestellt wurde, wurde der Bahnhof zu einem Inselbahnhof umgebaut.
In jüngster Zeit verlor der Bahnhof Selzthal unter anderem durch die beinahe vollständige Einstellung (nur noch 2 Zugpaare an Samstagen, Sonntagen und Feiertagen) des Personenverkehrs auf der Gesäusebahn (einem Teilstück der Rudolfsbahn) immer mehr an Bedeutung.
Seit Mai 2016 wird der Bahnhof Selzthal über die Betriebsführungszentrale Linz gesteuert, seither gibt es keine Fahrdienstleitung mehr vor Ort.

## Architektur

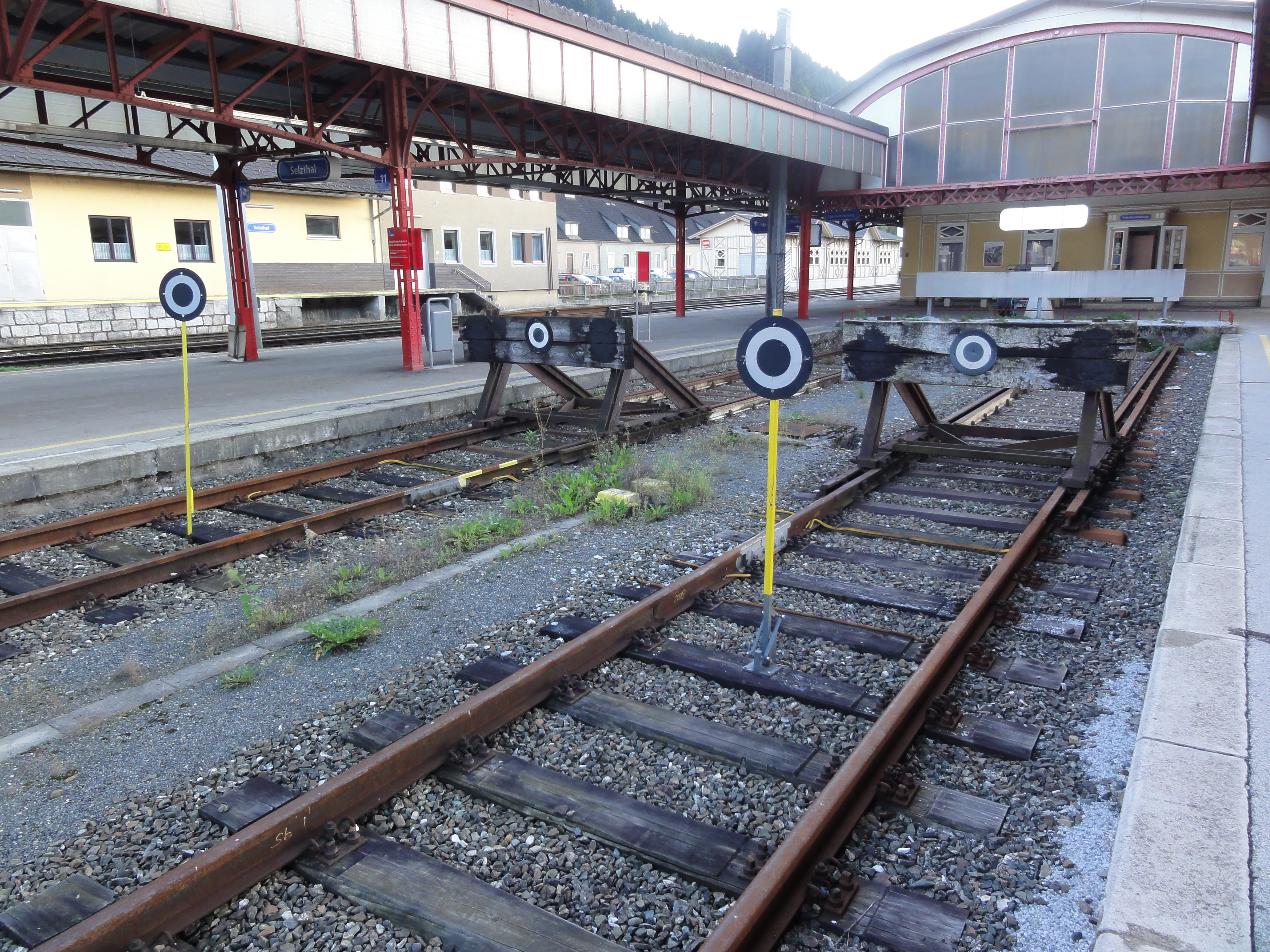
Der Inselbahnsteig mit seiner historischen Dachkonstruktion ist zum Teil als Kopfbahnhof angelegt

Der Inselbahnsteig bildet das zentrale Element des Bahnhofs Selzthal. Er ist mit einer rot lackierten Stahlkonstruktion überdacht, die unter Denkmalschutz (Listeneintrag) steht. Am besagten Inselbahnsteig steht ein Gebäude mit Warteraum, Toiletten und dienstlichen Räumlichkeiten. Das eigentliche Bahnhofsgebäude (es befindet sich am Rande des Bahnhofs) ist nicht denkmalgeschützt.
Zwischen der Ausfahrt von Rudolfsbahn und Ennstalbahn befindet sich ein ebenfalls denkmalgeschützter Ringlokschuppen mit Drehscheibe. Dieser war bis ins 21. Jahrhundert hinein auch ein Standort der ÖBB Nostalgie.

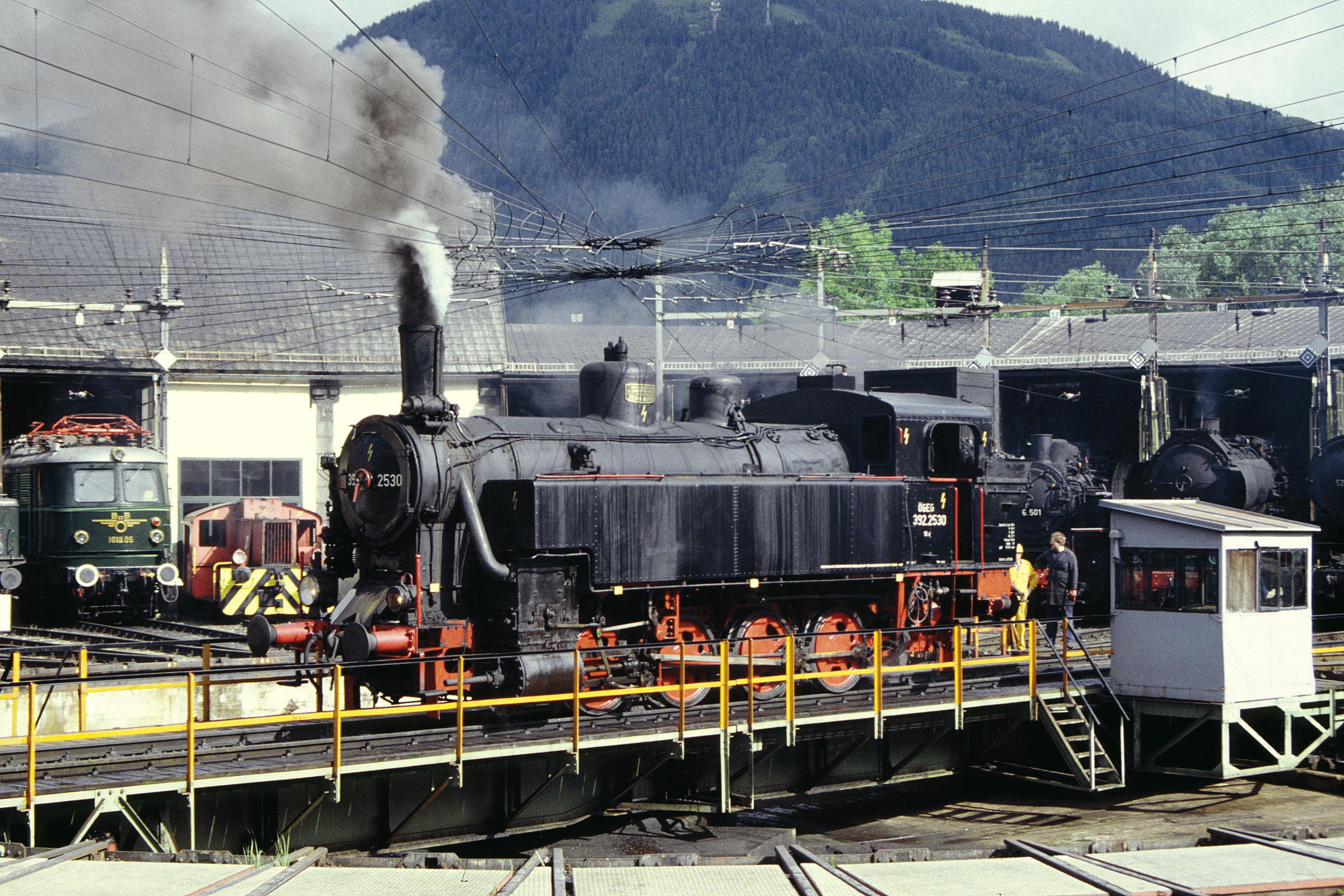
Eine Dampflok auf der Drehscheibe. Zu sehen ist auch der Rundlokschuppen (1993)

## Schleife Selzthal
Das Projekt Schleife Selzthal sieht vor, dass von der Ennstalbahn bei Kilometer 96,4 eine 2,3 km lange Schleife in Richtung Rudolfsbahn bei Kilometer 140,6 gebaut wird. Dadurch könnten Züge zwischen Salzburg und Graz geführt werden, ohne im Bahnhof Selzthal stürzen zu müssen. Die Gemeinde Selzthal und deren Lokalpolitik ist gegen den Bau der Schleife, da dadurch der Standort Selzthal an Bedeutung verlieren würde, von den Landespolitikern aller Parteien wird das Projekt allerdings gut geheißen. Im Rahmenplan der ÖBB bis 2014 war die 56 Millionen Euro teure Schleife enthalten. Im Zielnetz 2025+ ist der Bau der Schleife nicht vorgesehen, es gibt Diskussionen über eine Berücksichtigung im Zielnetz 2040. Vor dem Hintergrund des Wegfalls des hochrangigen Fernverkehrs im Abschnitt Selzthal – Bischofshofen ab der Eröffnung des Koralmtunnels ist jedoch fraglich, ob die Schleife Selzthal überhaupt umgesetzt wird. Das im Jänner 2024 vorgestellte Zielnetz 2040 sieht die Errichtung einer eingleisigen Schleife Selzthal inkl. Kontextmaßnahmen vor.